# Anthrencya
Anthrencya är ett släkte av skalbaggar. Anthrencya ingår i familjen Melolonthidae.
Kladogram enligt Catalogue of Life:
| Anthrencya | \| \| Anthrencya anthracina \| \| \| \| \| \| Anthrencya arrowi \| \| \| \| \| \| Anthrencya castanipes \| \| \| \| \| \| Anthrencya lebisi \| \| \| \| |
|            | \| \| Anthrencya anthracina \| \| \| \| \| \| Anthrencya arrowi \| \| \| \| \| \| Anthrencya castanipes \| \| \| \| \| \| Anthrencya lebisi \| \| \| \| |
|            | Anthrencya anthracina |
|            | |
|            | Anthrencya arrowi |
|            | |
|            | Anthrencya castanipes |
|            | |
|            | Anthrencya lebisi |
|            | |